# Karantænetalen
Karantænetalen blev holdt af den amerikanske præsident Franklin Delano Roosevelt den 5. oktober 1937 i Chicago hvor han opfordrede til en international "karantæne for aggressorer" som et alternativ til det politiske klima med amerikansk isolationisme som var fremherskende på daværende tidspunkt. Talen intensiverede den isolationistiske tendens, og forårsagede protester fra isolationister og fjender af intervention. Ingen lande blev direkte nævnt i talen, men den blev fortolket som henvendt mod Japan, Italien og Tyskland. Roosevelt foreslog anvendelse af økonomisk pres, et kraftigt svar, men knap så direkte som et egentligt angreb.
Offentlighedens svar på talen var blandet. Den blev stærkt kritiseret af Hearst-ejede aviser og Robert R. McCormick fra Chicago Tribune, men senere kompendier med ledere viste generel støtte i de amerikanske medier.

## Fodnoter
1. ↑  Patrick J. Maney (1998). The Roosevelt presence: the life and legacy of FDR. University of California Press. s. 114.
2. ↑  Edward Moore Bennett (1995). Franklin D. Roosevelt and the search for security: American-Soviet relations, 1933-1939. Rowman & Littlefield. s. 98, 99, 100.